# Граф Десмонд

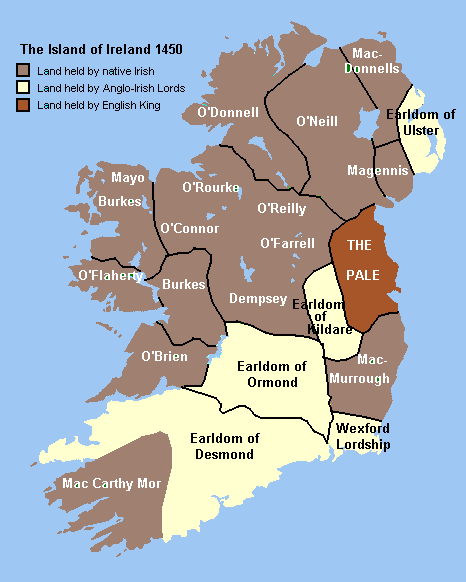
Карта Ирландии (1450 год), графство Десмонд на юго-западе острова

Граф Десмонд (ирл. Iarla Deasmumhan) — наследственный аристократический титул (пэрство Ирландии).

## История

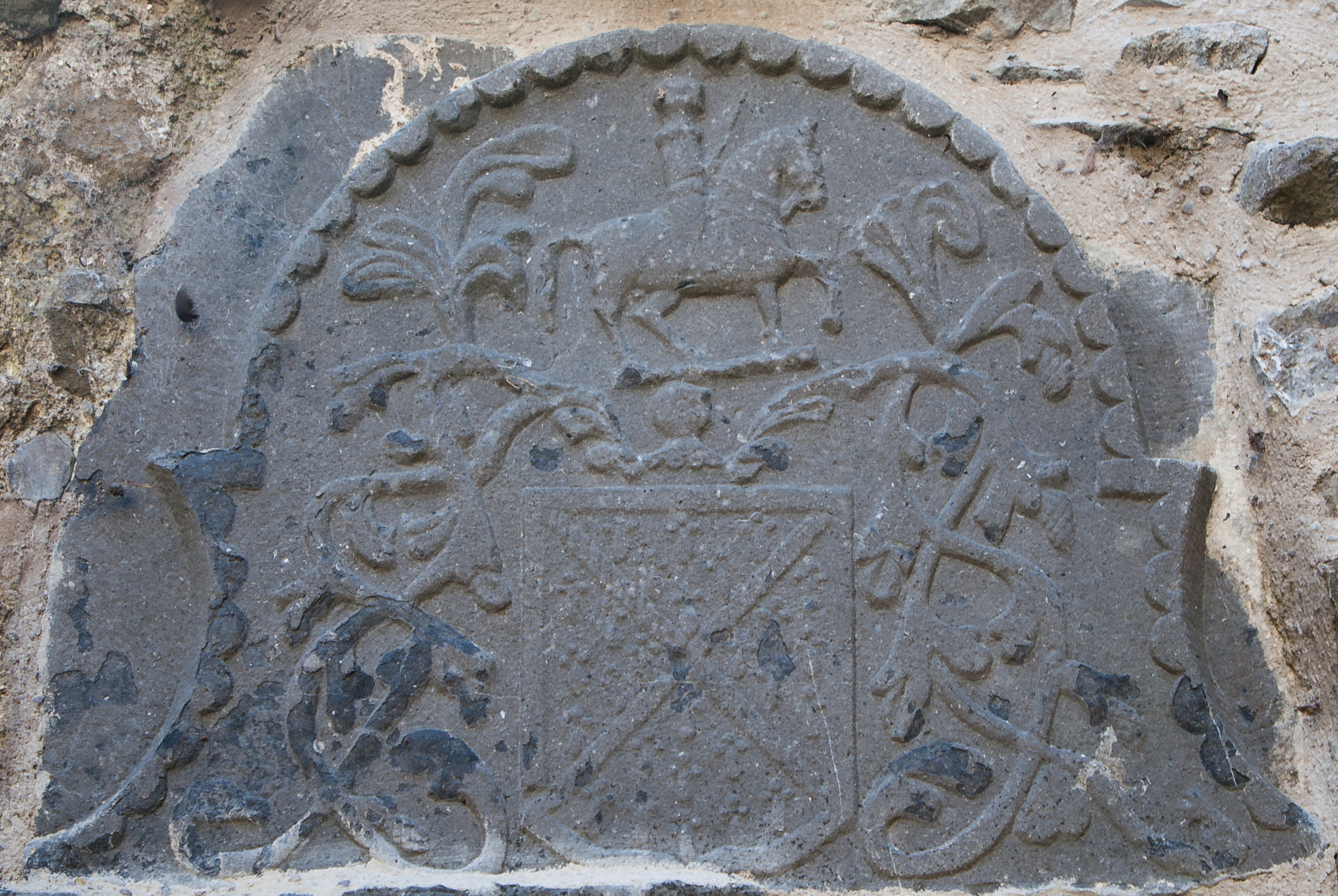
Рельеф герба Фиджеральдов из Десмонда, мужской монастырь в Баттевэнте

Основателем баронства Десмонд в ирландской провинции Мюнстер стал Томас Фицморис Фицджеральд (ок. 1175—1213), лорд О’Коннелл. Томас был младшим сыном Мориса Фицджеральда (ок. 1100—1177), лорда Лланстефана, одного из крупнейших сподвижников лорда Ричарда де Клера, 2-го графа Пембрука («Стронгбоу») во время его вторжения в Ирландию в 1169 году. Морис Фиц-Джеральд был основателем камбро-нормандской династии Фицджеральдов в Ирландии. От его старшего сына Джеральда Фицмориса Фицджеральда, 1-го лорда Оффали (ок. 1150—1204), произошли графы Килдэр и герцоги Лейнстер.
Джон Фицджеральд Фицтомас стал первым бароном Десмонда в 1259 году, получив в наследственное владение ирландские земли (Десиз и Десмонд) от принца Эдуарда Английского.
Титул графа Десмонда был впервые создан в 1329 году для Мориса Фицджеральда, 4-го барона Десмонда. По английским источникам, семья Фицджеральдов со временем сильно ассимилировалась в местной ирландской культуре. Последним графом Десмонда первой креации был Джеральд Фицджеральд, 15 (по другим данным — 16-й) граф. Фицджеральды оказывали сопротивление Реформации английского короля Генриха VIII Тюдора. После подавления Первого и Второго восстаний Десмонда 15-й граф был разбит и убит сторонниками королевы Елизаветы I Тюдор 11 ноября 1583 года. Его титул и огромные по поместья перешли во владение английской короны. Его племянник Джеймс Фицтомас Фицджеральд, в течение 9 лет воевал за наследственные владения, но был захвачен англичанами и казнён в 1603 году.
В 1600 году титул графа Десмонда был вторично создан для Джеймса Фицджеральда, который до этого носил титул барона Инчикуина. В 1601 году после его смерти все титулы вернулись английской короне.
В третий раз титул графа Десмонда был создан в 1619 году для Ричарда Престона, 1-го лорда Дингуолла, который также носил титул барона Данмора. В 1628 году после смерти Ричарда Престона графский и баронский титулы угасли, а титул лорда Дингуолла перешел к его дочери Элизбет Престон (1615—1684), которая вышла замуж за Джеймса Батлера, 1-го герцога Ормонда.
Четвертая креация титула графа Десмонда состоялась в 1628 году для Джорджа Филдинга, 1-го виконта Каллана (ок. 1614—1665). Его потомки до сих пор носят титулы графа Денби и графа Десмонда.

## Родословная Фицджеральдов

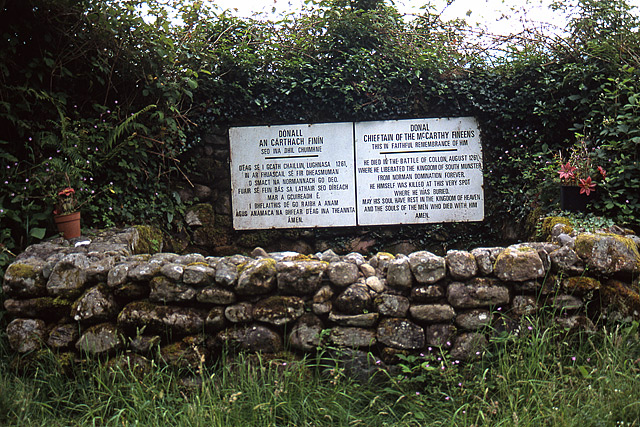
Мемориал на месте битвы при Калане (1261 г.), где Джон Фицтомас Фицджеральд, 1-й барон Десмонд, и его старший сын погибли, сражаясь против Фингена Маккарти, короля Десмонда

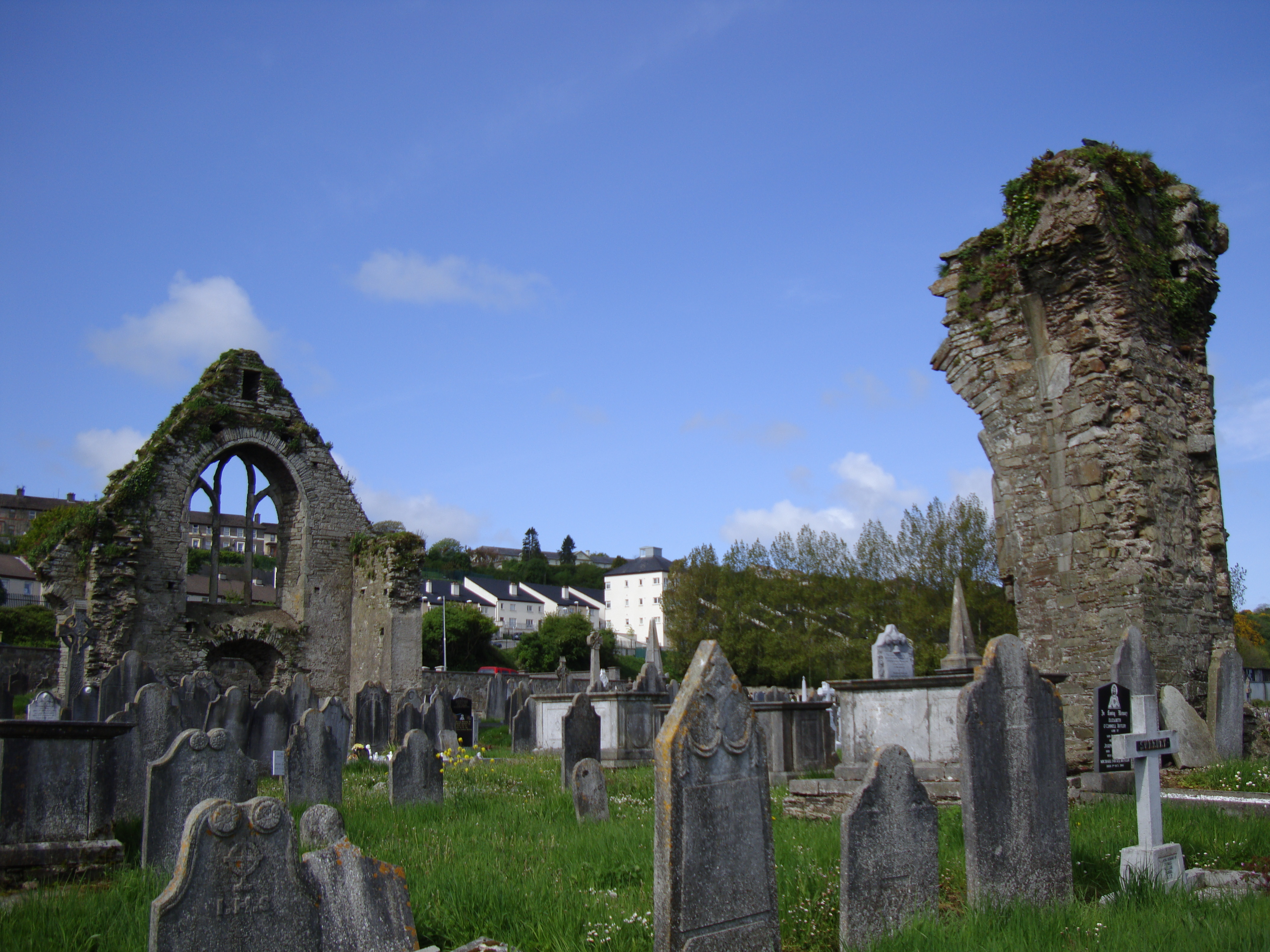
Доминиканский монастырь Северное Аббатство, севернее Йола, основанный Томасом Фицморисом Фицджеральдом, 2-м бароном Десмонда

Томас Фицморис Фицджеральд, лорд О’Коннелл, стал родоначальником династии Фицджеральдов, баронов и графов Десмонда.
Томас Фицморис Фицджеральд был сыном Мориса Фицджеральда, лорда Лланстефана, основателя ирландских Фицджеральдов. Через мать Мориса Нест верх Рис, дочь уэльского князя Рис ап Теудура, дом Десмондов вёл своё происхождение по женской линии от дома Диневур.
Джеральд Фицджеральд, 3-й граф Десмонд, женился на Элеоноре Батлер (ум. 1404), дочери Джеймса Батлера, 2-го графа Ормонда (1331—1382). Благодаря этому браку, их сын Джон Фицджеральд, 4-й граф Десмонд, и все последующие графы Десмонда вели своё происхождение через Элеонору де Богун (ок. 1366—1399) от Елизаветы Рудланской (1282—1316), дочери короля Англии Эдуарда I Плантагенета и Элеоноры Кастильской.

## Бароны Десмонд (1259)

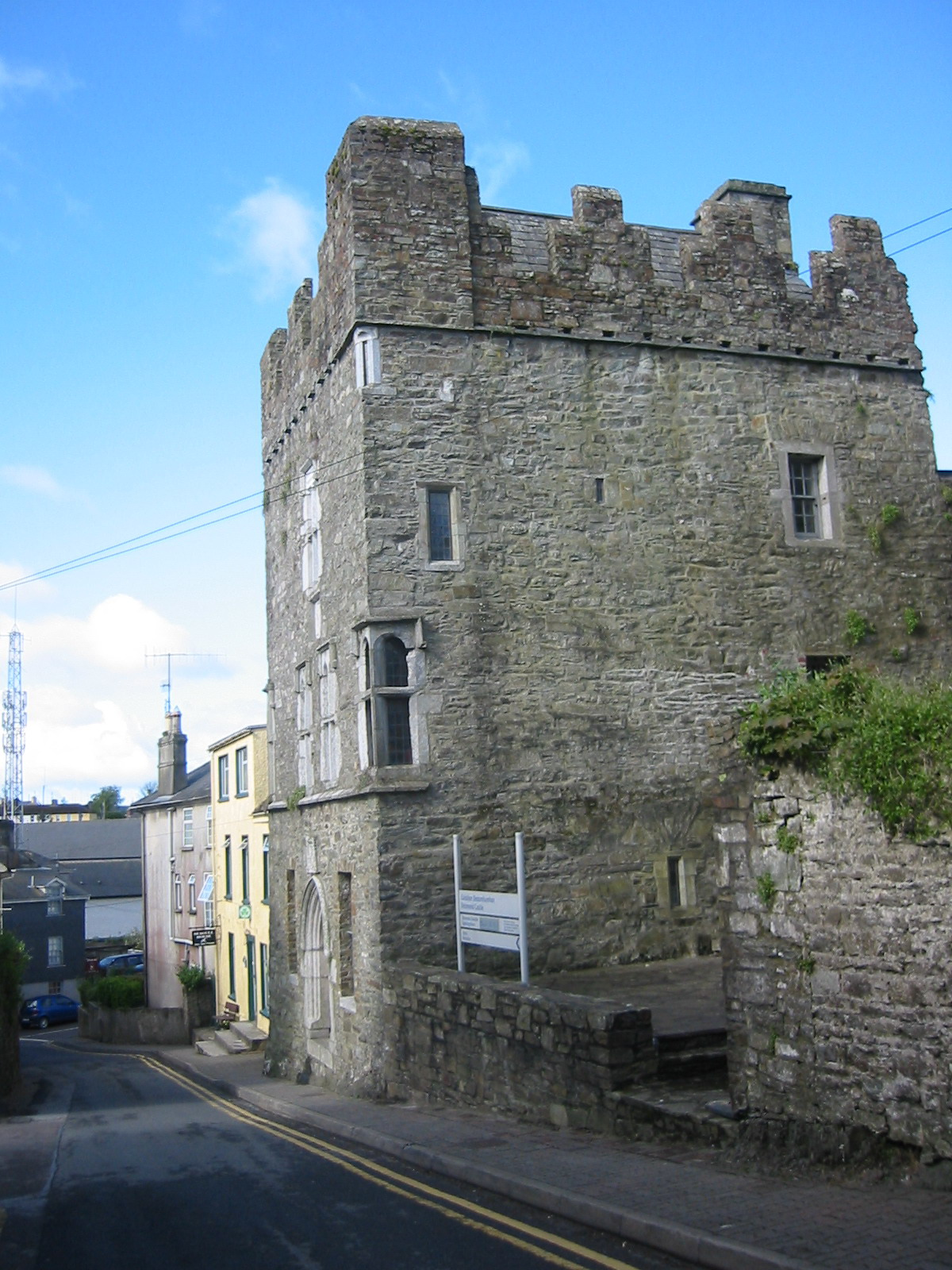
Замок Десмонд, построенный около 1500 года в Кинсейле Моритсом Фицджеральдом, 9-й графом Десмонда

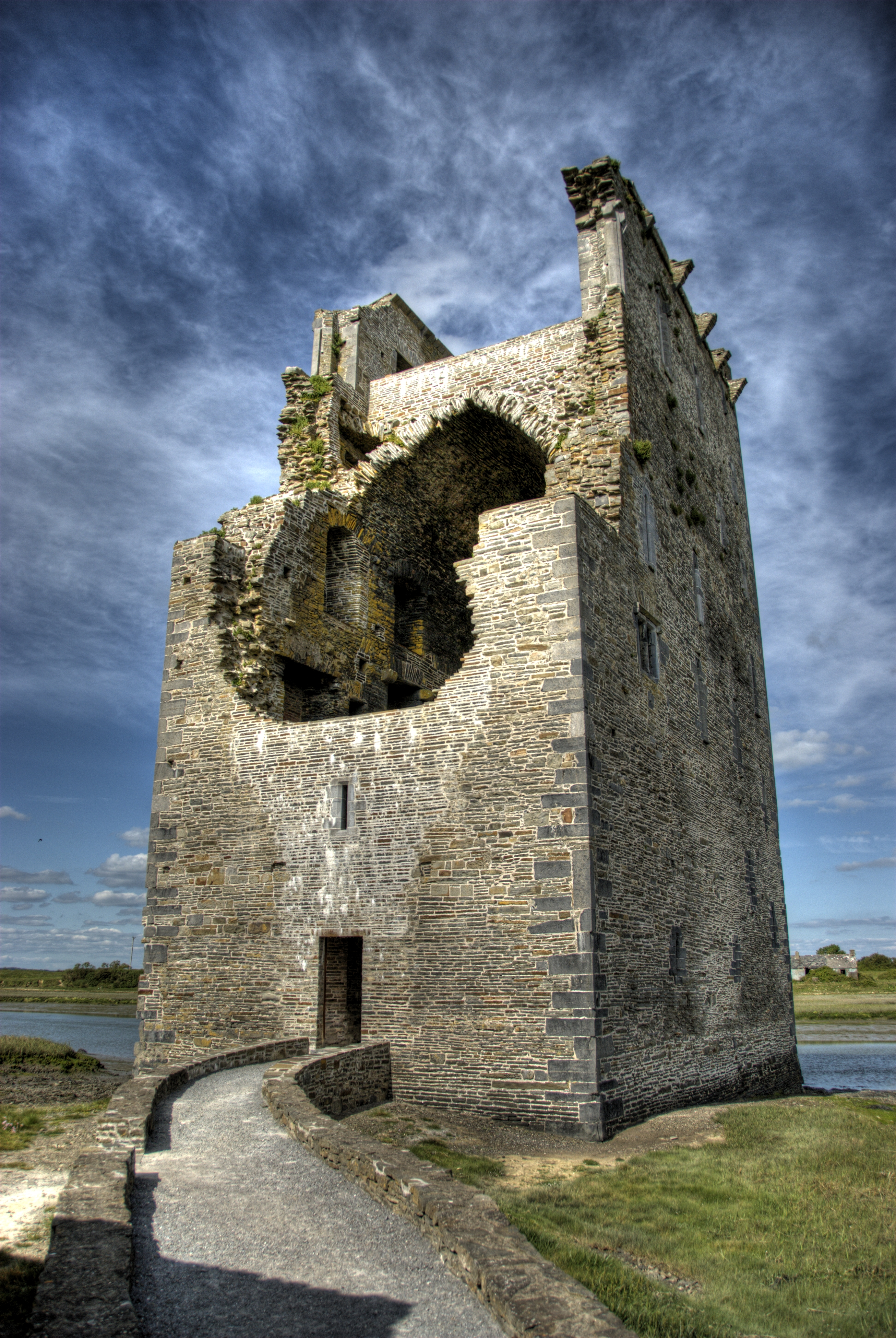
Замок Карригафойль, захваченный англичанами в 1580 году во время Второго восстания графа Десмонда

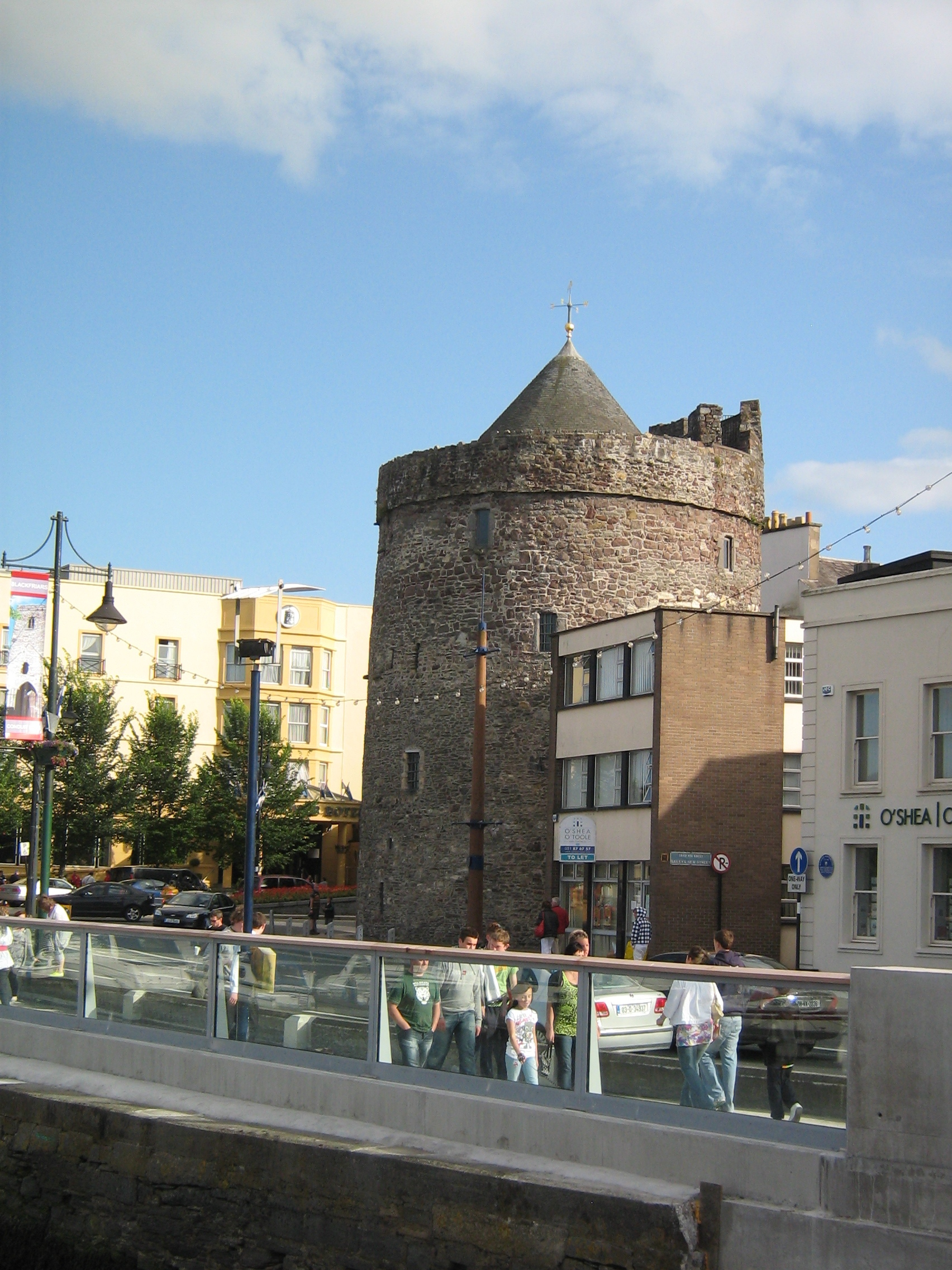
Пушки на башне Реджинальд-Тауэр, которые помогли Морису Фицджеральду, 9-му графу Десмонда, отразить от Уотерфорда самозванца Перкина Уорбека в 1495 году

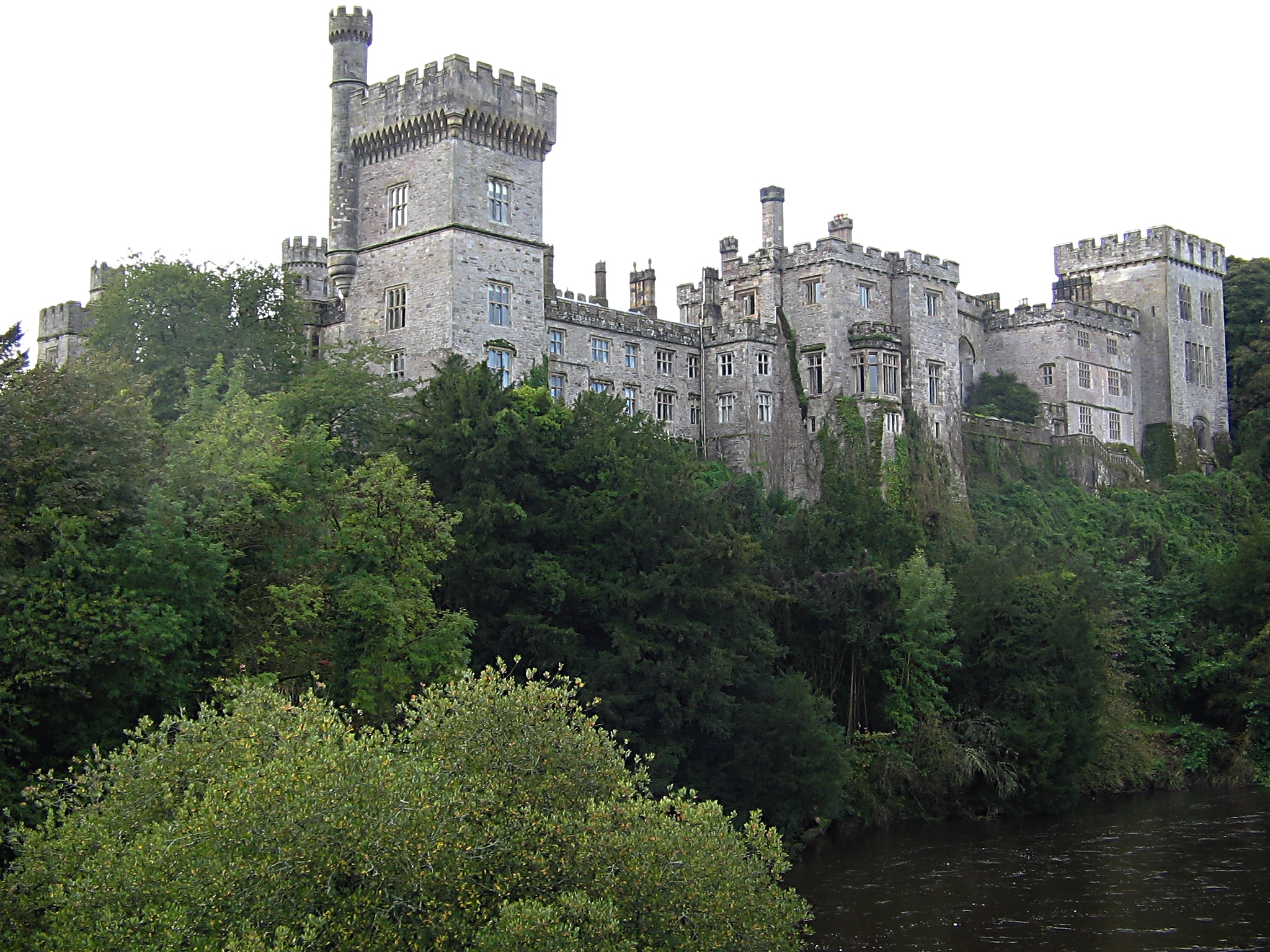
Замок Лисмор, где была обнаружена Книга Лисмора, принадлежавшая Кэтрин Фицджеральд, дочери 7-го графа Десмонда

- 1259—1261: Джон Фицджеральд, 1-й барон Десмонд (ум. август 1261), сын Томаса Фицмориса Фицджеральда
- 1261—1298: Томас Фицморис Фицджеральд, 2-й барон Десмонд (ум. 1298), сын Мориса ФицДжона Фицджеральда и внук предыдущего
- 1298—1307: Томас Фицтомас Фицджеральд, 3-й барон Десмонд (1290—1307), сын предыдущего
- 1307—1329: Морис Фицтомас Фицджеральд, 4-й барон Десмонд (ум. 25 января 1356), брат предыдущего, с 1329 года — граф Десмонд.

## Графы Десмонд, первая креация (1329)
- 1329—1356: Морис Фицджеральд, 1-й граф Десмонд (ум. 25 января 1356), сын Томаса Фицджеральда, 2-го барона Десмонда
- 1356—1358: Морис Фицджеральд, 2-й граф Десмонд (1356—1358), сын предыдущего
- 1358—1398: Джеральд Фицджеральд, 3-й граф Десмонд (ум. 1398), сводный брат предыдущего
- 1398—1399: Джон Фицджеральд, 4-й граф Десмонд (ум. 4 марта 1399), сын предыдущего
- 1399—1418: Томас Фицджеральд, 5-й граф Десмонд (ок. 1386 — 10 августа 1420), сын предыдущего
- 1418—1463: Джеймс Фицджеральд, 6-й граф Десмонд (ум. 1463), дядя по отцу предыдущего
- 1463—1468: Томас Фицджеральд, 7-й граф Десмонд (ум. 1468), сын предыдущего
- 1468—1487: Джеймс Фицджеральд, 8-й граф Десмонд (1459 — 7 декабря 1487), сын предыдущего
- 1487—1520: Морис Фицджеральд, 9-й граф Десмонд (ум. 1520), брат предыдущего
- 1520—1529: Джеймс Фицджеральд, 10-й граф Десмонд (ум. 18 июня 1529), сын предыдущего
- 1529—1534: Томас Фицджеральд, 11-й граф Десмонд (1454—1534), дядя по отцу предыдущего
- 1534—1536: Джон Фицджеральд, де-факто 12-й граф Десмонд (ум. декабрь 1536), брат предыдущего
- 1534—1540: Джеймс Фицджеральд, де-юре 12-й граф Десмонд (ум. 19 марта 1540), сын Мориса Фицджеральда и внук Томаса Фицджеральда, 11-й графа Десмонда
- 1536—1558: Джеймс Фицджеральд, 14-й граф Десмонд (ум. 27 октября 1558), сын Джона Фицджеральда, де-факто 12-го графа Десмонда
- 1558—1582: Джеральд Фицджеральд, 15-й граф Десмонд (ок. 1533 — 11 ноября 1583), сын предыдущего

## 16-й граф Десмонд, назначенныйХью О’Нилом(1598—1601)
- Джеймс Фицтомас Фицджеральд (ум. 1607, Тауэр), старший сын сэра Томаса Фицджеральда и внук Джеймса Фицджрельда, 14-го графа Десмонда

## Графы Десмонд, вторая креация (1600)
- 1600—1601: Джеймс Фицджеральд, 1-й граф Десмонд (1571 — ноябрь 1601), сын Джеральд Фицджеральда, 15-го графа Десмонда, и Элеоноры Батлер.

## Графы Десмонд, третья креация (1619)
- 1619—1628: Ричард Престон, 1-й граф Десмонд (ум. 28 октября 1628), также лорд Дингуолл (1609—1628), фаворит короля Шотландии и Англии Якова I Стюарта. Скончался, не оставив сыновей

## Графы Десмонд, четвертая креация (1628)
- См. Граф Денби